# 夕陽ヶ丘の探偵団
『夕陽ヶ丘の探偵団』（ゆうひがおかのたんていだん）は、2007年12月29日から12月31日までNHK教育テレビジョンで放送された全3話のテレビドラマである。その後2008年2月11日9:00 - 10:30にNHK番組たまごとして教育テレビにて、同年5月6日13:30 - 15:00にも総合テレビにて、それぞれ一挙放送された。

## あらすじ
第二次世界大戦時中に結成された、夕陽ヶ丘町の小学生探偵団組織「夕陽ヶ丘の探偵団」。以前は警察も頼りにするほどの実績を残していたが、活動範囲も人数も年々減少の一途を辿っていた。ある日、少女・小百合が、町内会の雑用係と化していた少年探偵団の元を訪れる。小百合は「亡くなった祖母との交換日記帳を探し出して欲しい」と依頼。メンバーは日記帳の行方を探すうちに、真夜中の夕陽ヶ丘に響き渡る不思議なメロディに誘われて、うつろな顔で行進する子供達を目撃する。そして行進を横目に現れた不気味な男・サブマリン博士。探偵団は無事に日記帳を発見できるのか!? そしてサブマリン博士は一体何者なのか?

## キャスト
- 天海眞人 - 伊藤大翔
夕陽ヶ丘探偵団のリーダー。小学6年生で光のクラスメイト。健人の兄である。
- 月島光 - 小池彩夢
夕陽ヶ丘探偵団のメンバー。小学6年生で眞人のクラスメイト。実家は夕陽ヶ丘商店街で花屋。夕陽ヶ丘探偵団、唯一の女性メンバーである。
- 金子友彦  - 清水尚弥
夕陽ヶ丘探偵団のメンバー。小学5年生。実家は夕陽ヶ丘商店街で美容院。
- 土橋直哉  - 山田清貴
夕陽ヶ丘探偵団のメンバー。小学5年生。実家は夕陽ヶ丘商店街でパン屋。
- 水谷昇  - 武井証
夕陽ヶ丘探偵団のメンバー。小学4年生。実家は夕陽ヶ丘商店街で電気屋。
- 天海健人  - 太田力斗
夕陽ヶ丘探偵団のメンバー。小学2年生。眞人の弟である。
- サブマリン博士 - 寺田農
- ロボカラスの声 - 佐野史郎
- オババ  - 鰐淵晴子
駄菓子屋『リリィの店』の店主。夕陽ヶ丘町と探偵団の歴史に詳しい。
- 星園慎一郎  - 木村貴史
海花小学校の教師。理科室にこもる探偵団のOB。
- 木村美代子 - 田中美里
海花小学校の教師。眞人と光の担任でもある。
- 山田早百合 - 尾崎千瑛
海花小学校の児童。
- 直哉の祖父 - 綾田俊樹

### ゲスト
第1話
- 山田エリヤス
- 松岡航平

第3話
- 鎗田晟裕
- 濱川歩
- 藤本旺輝

## スタッフ
- 制作総括：小越浩造（東北新社クリエイツ）、田村文孝（NHK編成局）
- プロデューサー：新井直子 （東北新社クリエイツ）
- 脚本：岡田茂
- 演出：林海象（1、3話）／久万真路（2話）
- 音楽：めいなCo.

## 主題歌
「GO!GO!夕陽ヶ丘の探偵団」（作詞：林海象 作曲：めいなCo． 歌：夕陽ヶ丘の探偵団&杉並児童合唱団)

## 各回タイトル
1. 真夜中の行進
2. 時を失くした時計
3. 開かずのタイムカプセル

## ロケ地
- 横須賀市立光洋小学校